# Marcel Boisard
Marcel André Boisard (Genève, 14 juli 1939 – aldaar, 7 april 2024) was een Zwitsers diplomaat. Hij was tussen 1992 en 2007 directeur van het United Nations Institute for Training and Research (UNITAR). Hij was tevens ondersecretaris-generaal van de Verenigde Naties.

## Biografie
Marcel Boisard behaalde een doctoraat aan het Instituut voor hoge internationale studies en ontwikkeling in zijn geboortestad Genève.
Na zijn studies bouwde hij een diplomatieke carrière uit vanaf de jaren 1960. Aanvankelijk was hij afgevaardigde van het Internationaal Comité van het Rode Kruis in Caïro. In deze functie bemiddelde hij in verschillende conflictzones in het Midden-Oosten. Zo bemiddelde hij bij de kapingen op Dawson's Field op 6 september 1970 tijdens de Zwarte September in Jordanië om de gegijzelden vrij te krijgen.
Tussen oktober 1975 en juni 1980 gaf hij les aan het Instituut in Genève waar hij ooit zelf nog studeerde. In 1979 bracht hij het boek "L'Humanisme de l'islam" uit, gebaseerd op zijn ervaringen in het Midden-Oosten.
In 1980 ging hij vervolgens aan de slag bij het United Nations Institute for Training and Research (UNITAR) als onderzoeksattaché. In juni 1983 werd hij vervolgens directeur van het Europees bureau van het UNITAR, om er vervolgens tussen 1992 en 2007 directeur van te worden.
Op 1 augustus 2001 werd hij ondersecretaris-generaal van de Verenigde Naties.
Boisard overleed op 7 april 2024 op 84-jarige leeftijd.